# K.C. Jones
K.C. Jones (Taylor, 25 maggio 1932 – 25 dicembre 2020) è stato un cestista e allenatore di pallacanestro statunitense, professionista nella NBA e nella ABA.

## Carriera
Venne selezionato dai Minneapolis Lakers al decimo giro del Draft NBA 1955 (76ª scelta assoluta) e dai Boston Celtics al secondo giro del Draft NBA 1956 (13ª scelta assoluta).
Con gli Stati Uniti disputò i Giochi olimpici di Melbourne 1956.

## Statistiche

### Allenatore

#### ABA
| Stagione | Squadra         | Regular Season | Regular Season | Regular Season | Regular Season | Regular Season            | Post Season                                             |
| Stagione | Squadra         | V              | P              | % V            | G              | Posizione finale          | Post Season                                             |
| -------- | --------------- | -------------- | -------------- | -------------- | -------------- | ------------------------- | ------------------------------------------------------- |
| 1972-73  | San Diego Conq. | 30             | 54             | 35,7           | 84             | 4º nella Western Division | Sconfitto alle Semifinali di Division dagli Stars (0-4) |
|          | Carriera ABA    | 30             | 54             | 35,7           | 84             |                           |                                                         |

## Palmarès

### Giocatore
- 2 volte campione NCAA (1955, 1956)
- NCAA AP All-America Second Team (1956)
- Campionato NBA: 8

Boston Celtics: 1959, 1960, 1961, 1962, 1963, 1964, 1965, 1966

### Allenatore
- Campionato NBA: 2

Boston Celtics: 1984, 1986
- 5 volte allenatore all'NBA All-Star Game (1975, 1984, 1985, 1986, 1987)
- Inserito tra i 15 Greatest Coaches in NBA History nel 2022